# Fermate ottobre nero
Fermate ottobre nero (Cover Up) è un film statunitense del 1991 diretto da Manny Coto.

## Trama
Il giornalista americano Mike Anderson, che è stato un Marine, si trova in Israele per indagare su una strage in cui hanno perso la vita 8 soldati americani. Mike sospetta che dietro alla strage ci sia una misteriosa organizzazione terroristica chiamata Ottobre Nero, scoprendo che si cela un complotto per organizzare un attentato.